# 8260 Момчева
(8260) Момчева (на английски: Momcheva) е астероид от главния астероиден пояс.
Открит е в Националната астрономическа обсерватория на връх Рожен (в Родопите) на 23 септември 1984 г.
Кръстен е на българския астроном Ивелина Момчева, която е известна със своите изследвания върху гравитационните лещи и галактическите клъстъри.